# Lavelanet
Lavelanet is een gemeente in het Franse departement Ariège (regio Occitanie). De gemeente telde 6.018 inwoners op 1 januari 2022. De plaats maakt deel uit van het arrondissement Foix, en is de belangrijkste plaats in de streek Pays d'Olmes.
De gemeente heeft een industrieel verleden met textielnijverheid. Het Musée du Textile et du Peigne en corne, musée de France sinds 1992, is gevestigd in een voormalige textielfabriek en heeft een collectie omtrent dit verleden.

## Geschiedenis

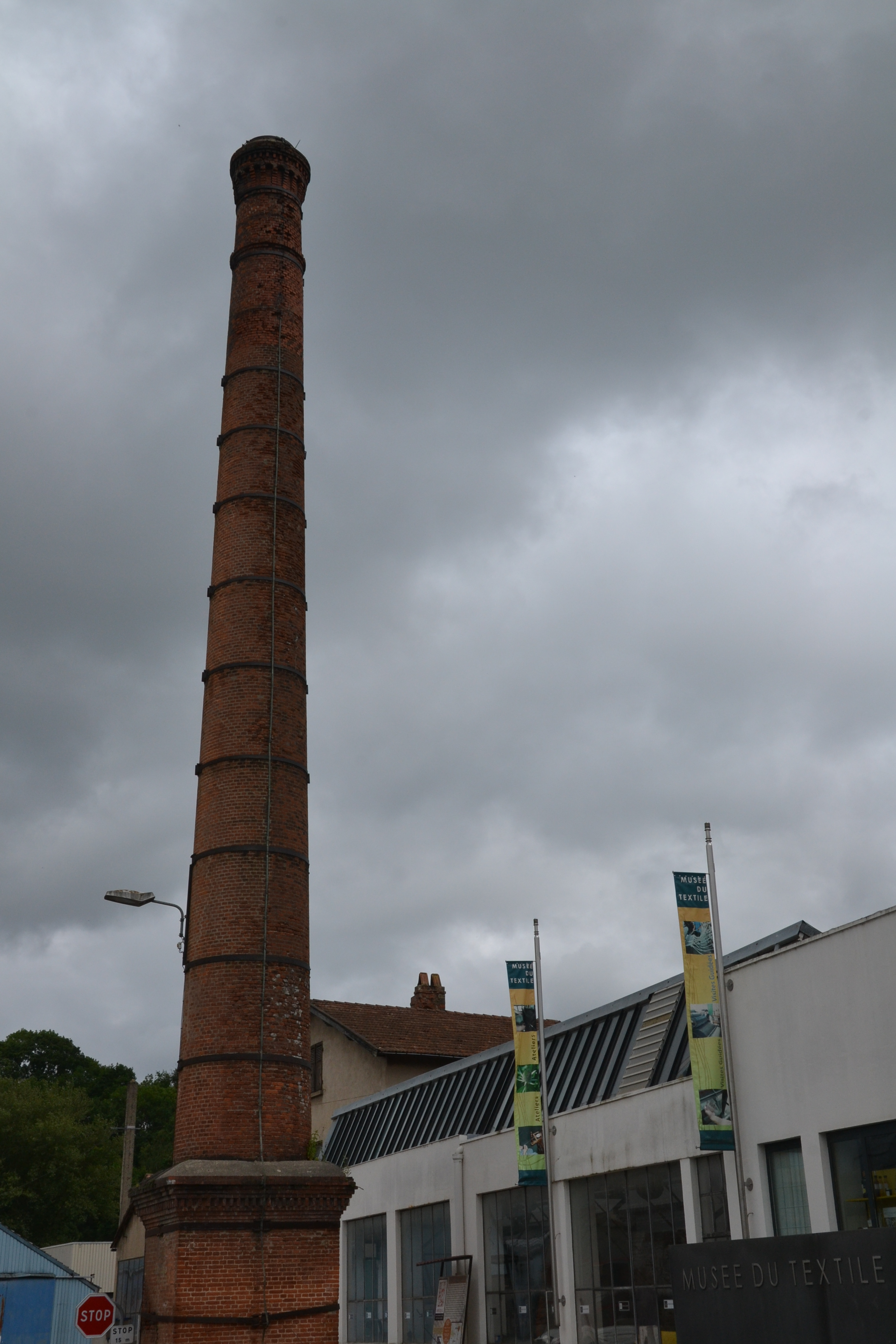
Het Musée du Textile et du Peigne en corne is gevestigd in de voormalige fabriek Dumons

De gemeente is ontstaan uit twee bewoningskernen die zijn samengegroeid. De plaats Bensa werd voor het eerst vermeld in de 12e eeuw. De kerk Saint-Sernin van Bensa hing af van de abdij van Saint-Sernin in Toulouse. Pas aan het begin van de 13e eeuw werd Lavelanet voor het eerst vermeld. Het was een versterkte plaats rond een versterkt landhuis. De katharen kenden veel aanhangers in de streek en na de Albigenzische Kruistochten viel Lavelanet onder de heerlijkheid Mirepoix. In 1299 stichtte de abdij van Saint-Sernin een priorij in Lavelanet.
Lavelanet kende al in de 15e eeuw watermolens waar graan werd gemalen en ijzer gesmeed. De plaats bloeide dankzij de wolnijverheid die zich vanaf de 16e eeuw ontwikkelde. In de 19e eeuw opende de fabriek Dumons als eerste van verschillende textielfabrieken. In 1903 opende een spoorwegstation en de textielfabrieken van Lavelanet leverden wol voor het Franse leger. Er kwam ook een sociale beweging op gang en in 1905-1906, 1926 en 1929 waren er grote stakingen in de textielindustrie. Tijdens de Trente Glorieuses na de Tweede Wereldoorlog was Lavelanet de belangrijkste productiesite van gekaarde wol in Frankrijk. Vanaf de jaren 1970 kwam de industrie in verval.

## Geografie
De oppervlakte van Lavelanet bedroeg op 1 januari 2022 12,57 vierkante kilometer; de bevolkingsdichtheid was toen 478,8 inwoners per km². De Touyre, die ontspringt in het Tabemassief, stroomt door de gemeente.
De onderstaande kaart toont de ligging van Lavelanet met de belangrijkste infrastructuur en aangrenzende gemeenten.

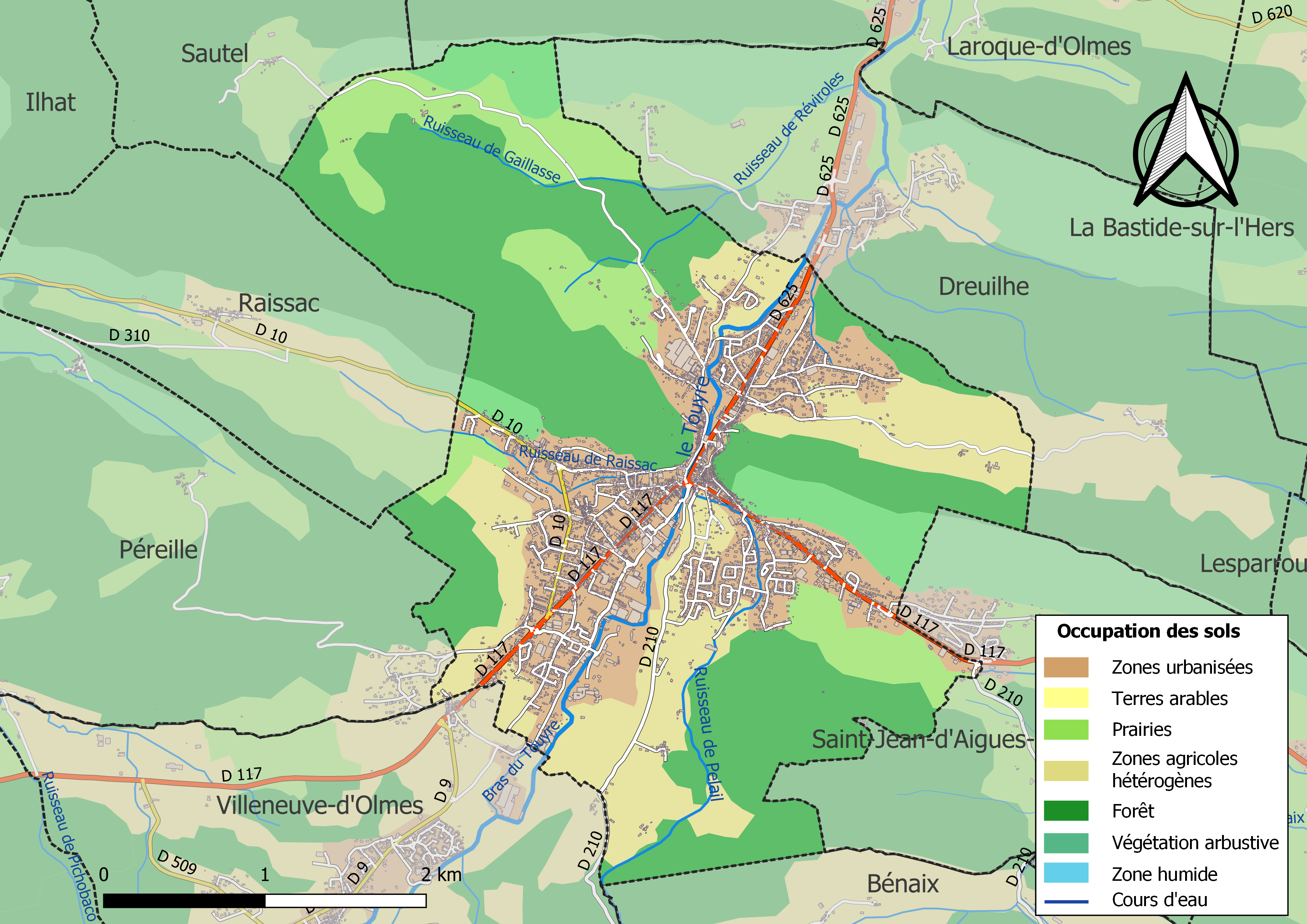

## Demografie
Door de groei van de industrie groeide ook de bevolking snel tijdens de jaren 1920. Tussen 1921 en 1926 groeide de bevolking van 3.608 naar 4.827.
Onderstaande figuur toont het verloop van het inwonertal (bron: INSEE-tellingen).

Vanwege een beveiligingsprobleem met de MediaWiki Graph-software is het momenteel niet mogelijk deze grafiek weer te geven. Zodra de software is bijgewerkt zal de grafiek vanzelf weer zichtbaar worden.

## Geboren
- Fabien Barthez (1971), doelman
- Perrine Laffont (1998), freestyleskiester